# Іллінецький цукровий завод
Товариство з обмеженою відповідальністю «Іллінецький цукровий завод», та  ТОВ «Вінпромтех»   — підприємство цукрової промисловості, розташоване у місті Іллінці Вінницької області. Історично є так званим містоутворюючим підприємством міста Іллінці.
3 2021 року тимчасово не працює.

## Історія
Цукроварню було запущено восени 1875 року на місці винокурні за ініціативою власниці іллінецького маєтку княгині Олени Демидової Сан-Донато. Підприємство було оснащене найбільш досконалим устаткуванням, яке існувало на той час в цукроварінні.
У 1899 році підприємство спіткала пожежа, було знищено майже усе майно яке мало цінність. Непридатним для подальшого використання стало устаткування, сезон цукроваріння не був доведений до завершення.
Довелося повністю відбудовувати підприємство заново. Споруджувались будівлі лише із каменю і цегли, устаткування виготовлялось із негорючих матеріалів. У 1903 році, тут діяли 9 парових котлів, працювала газова і повітряні машини по 75 к/с, один водяний і три живильних насоси загальною потужністю 28 к/с., досконалий паровий насос, швидкохідна парова машина. Внаслідок цього був удосконалений технологічний процес.
В 1915 році у Демидової завод придбав поміщик і цукрозаводчик Манов за національністю болгарин, який володів цукроварнею до жовтневої революції. У 1901–1903 рр., було проведено модернізацію і реконструкцію іллінецької цукроварні. Це вже було значне промислове підприємство. За радянської влади завод було значно розбудовано. Нинішні промислові потужності були введені в експлуатацію у 1976 році — остання масштабна реконструкція підприємства.

## Новітня історія заводу
У другій половині 1990-их років розпочалась криза, підприємство було на межі знищення, але не  дивлячись на малі обсяги переробки, підприємство не простоювало жодного року. 
У 2003 році завод збанкрутував і його власниками стали підприємці, колишні спеціалісти цукрової галузі І.С. Кучинський, В.І. Білик та О.Д. Паньков — засновники і власники фірми ТОВ Гарантінвест. 
У 2017/2018 МР на підприємстві було перероблено майже 264 тис. т сировини та виготовлено 38,7 тис. т цукру

## Нарощення виробничих потужностей і технології
• 2004 рік. - Реконструкція мийного комплексу автоматизація станції очистки соку І-ІІ сатурації автоматизація центрифуг І продукту технічне переоснащення станції очистки соку установка апарату попередньої дефекації системи Брігель-Мюллера.
• 2005/2006 рік. - Удосконалення конденсатної схеми встановлення додаткових випаровувачів.
• 2010 рік. - Реконструкція вакуум-апаратів І продукту з автоматизацією.
• 2011 рік. - Збільшення потужності станції очистки соку І-ІІ сатурації заміна котлів гарячого дефекатора І і ІІ сатурації.
• 2012 рік. - Реконструкція оборотної системи вод І категорії із заміною вакуум-конденсаторів з автоматизацією.
• 2013 рік. - Модернізація теплової схеми заміна кожухотрубних підігрівачів встановлення додаткових підігрівачів.
• 2014/2015 рік. -  Реконструкція  виробничих цехів встановлення додаткового випарного апарата встановлення підігрівача на туфельних парах модернізація схеми повернення жомо пресової води з встановленням нових жомопресорів з автоматизацією  заміна центрифуги І продукту з автоматизацією. 
• 2016 рік. -  Заміна  16-ти рамної бурякорізки на 12-ти рамну з дворядним набором ножів впровадження енергозберігаючих технологій.

## Реконструкція ТЕЦ
З метою енергоефективності та ощадливого використання ресурсів.
Передбачається реконструкція ТЕЦ (теплоенергоцеху) з переобладнання парових котлів для спалювання твердого палива. 
Реалізація проекту передбачає впровадження сучасних прогресивних технологій, з метою нарощення потужностей підприємства: виробництва більше на 20 тис.тонн цукру за сезон, зменшення втрат при зберіганні сировини.

## Інше
Іллінецький цукровий завод, нагороджений Орденом Трудового Червоного Прапора у 1972 році.
Має статус промислової пам'ятки місцевого значення оскільки закладений і збудований на межі XIX–XX століть.

## Цікаві факти
Висота димохідної труби Іллінецького цукрового заводу сягає 41 метра. Сусіднє місто Липовець , яке знаходиться вище по течії річки Соб, розташоване на такій ж висоті вище Іллінців[джерело?].

## Продукція
Цукор-пісок та похідні цукрового виробництва, меляса, жом.